# Serre (Włochy)
Serre – miejscowość i gmina we Włoszech, w regionie Kampania, w prowincji Salerno.
Według danych na rok 2004 gminę zamieszkiwały 3822 osoby, 57,9 os./km².